# AN/AQS-13
AN/AQS-13は、アメリカ合衆国で開発された吊下式ソナー。メーカーは、当初はベンディックス社オーシャニクス部門、後にアライドシグナルを経て、L3ハリス・テクノロジーズとなった。

## 概要
AN/AQS-13は、先行するAN/AQS-10の発展型として1955年に開発され、アメリカ海軍ではSH-3Dで搭載された。ホバリング高度50フィート (15 m)・送受波器深度450フィート (140 m)において、ディップサイクル時間は2・3分程度とされる。
最初期モデルの-13Aでは、送受波器（トランスデューサー）において送信可能な方向は180度に限られたが、-13Bより全方向送信（ODT）に対応した。また-13Bでは待ち受け受信にも対応しており、16本の受波音響ビームを形成できた。続く-13Cではソノブイとのインターフェースが追加された。また-13Eでは、APS（Adaptive processing sonar）モードに対応して、浅海域であれば20デシベル、水中放射雑音が多い海域でも13デシベルの音源レベル向上を実現した。またシステムをデジタル化するとともに軽量化を図った（システム重量600ポンド (270 kg)・送受波器重量600ポンド (270 kg)）のが-13Gで、32本の受波音響ビームの形成に対応しており、ドイツ海軍でAQS-18として採用された。
そしてSH-60F向けに開発されたのが-13Fであった。同機ではソノブイの音響信号処理にも対応しており、LOFARブイであれば4本、DIFARブイであれば3本を処理できる。
またAN/AQS-13の設計をもとに、開傘・展張してアレイ径を増大できるようにすることで低周波化を図った発展型がHELRAS（Helicopter Long Range Active Sonar）であった。これを基にしたAN/AQS-22 ALFS（Airborne Low Frequency Sonar）は、アメリカ海軍のSH-60Fの後継となるMH-60Rにおいて採用された。

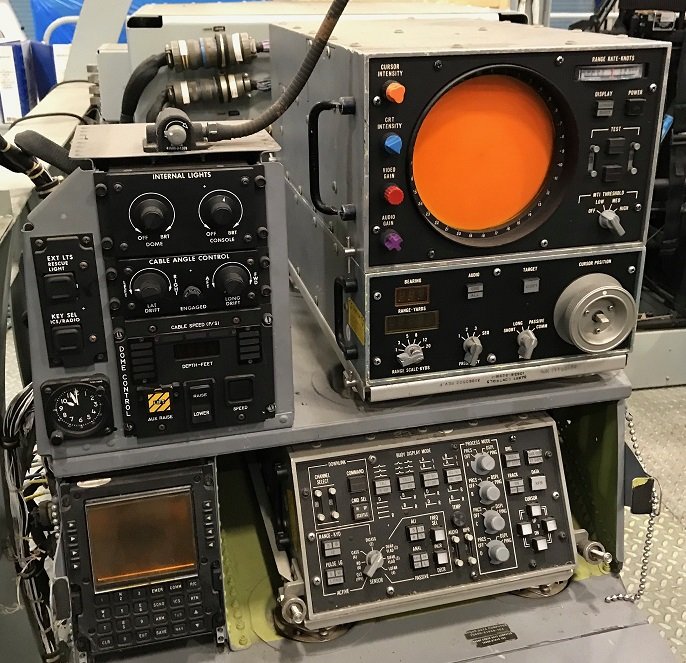
AQS-13Fのドライエンド
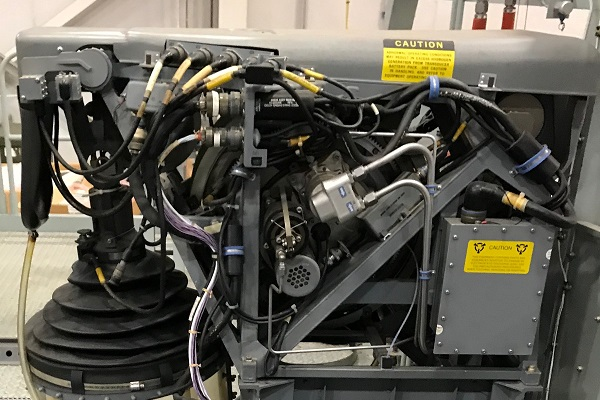
AQS-13Fの巻上機
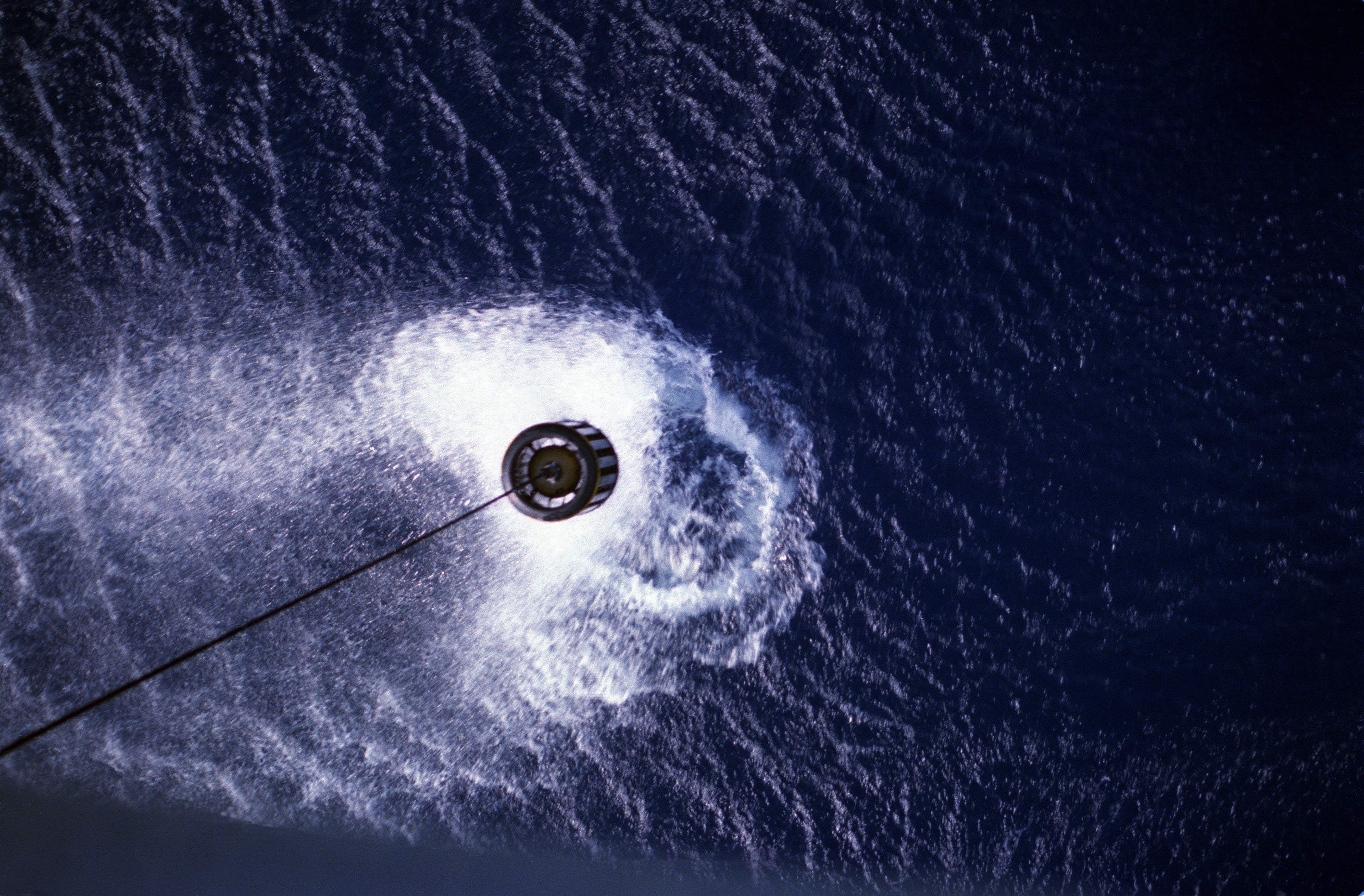
SH-3H搭載機の送受波器

## 日本での運用
当初、海上自衛隊のHSS-2はAN/AQS-10を搭載していたが、昭和38年度調達分から本機に移行された。また当初はMAP供与だったが、1969年からはライセンス生産化され、後にはAN/AQS-13Aに移行した。その後、HSS-2Bでも引き続いて搭載されたのち、1981年からは国内開発のHQS-102に変更されたものの、SH-60Jでは、AN/AQS-18の送受波器を使用して音響信号処理部を国産化したHQS-103が採用された。ただし日本も、SH-60Kでは、HELRAS/ALFSと同様に低周波化を図ったHQS-104に移行した。